# Masaya Shibayama
Masaya Shibayama (jap. 柴山 昌也, Shibayama Masaya; * 2. Juli 2002 in der Präfektur Gunma) ist ein japanischer Fußballspieler.

## Karriere
Masaya Shibayama erlernte das Fußballspielen in der Jugendmannschaft von Ōmiya Ardija. Der Verein aus Saitama spielte in der zweiten japanischen Liga, der J2 League. 2020 kam der Jugendspieler einmal in der zweiten Liga zum Einsatz. Sein Zweitligadebüt gab er am 2. Dezember 2020 im Heimspiel gegen den Ehime FC. Hier wurde er in der 88. Minute für Shintarō Shimada eingewechselt. Anfang 2021 unterschrieb er bei Ōmiya seinen ersten Profivertrag. Nach 94 Ligaspielen, in denen er acht Tore erzielte, wechselte er Ende Juli 2023 nach Osaka zum Erstligisten Cerezo Osaka.